# Danny da Costa
Danny Vieira da Costa, más conocido como Danny da Costa, (Neuss, 13 de julio de 1993) es un futbolista alemán que juega de defensa en el 1. FSV Maguncia 05 de la Bundesliga.

## Selección nacional
Danny da Costa fue internacional sub-17, sub-18, sub-19, sub-20 y sub-21 con la selección de fútbol de Alemania.

## Vida personal
Da Costa es hijo de padre angoleño y madre congoleña, vive con su familia en el distrito de Leverkusen Opladen.

## Clubes
| Club                        | País     | Año       |
| --------------------------- | -------- | --------- |
| Bayer 04 Leverkusen         | Alemania | 2011-2012 |
| F. C. Ingolstadt 04         | Alemania | 2012-2016 |
| Bayer 04 Leverkusen         | Alemania | 2016-2017 |
| Eintracht Fráncfort         | Alemania | 2017-2022 |
| 1. FSV Maguncia 05 (cedido) | Alemania | 2021      |
| 1. FSV Maguncia 05          | Alemania | 2022-     |

## Palmarés

### Títulos nacionales
| Título           | Club                | País     | Año  |
| ---------------- | ------------------- | -------- | ---- |
| Copa de Alemania | Eintracht Fráncfort | Alemania | 2018 |

### Títulos internacionales
| Título                 | Club                | Sede    | Año  |
| ---------------------- | ------------------- | ------- | ---- |
| Liga Europa de la UEFA | Eintracht Fráncfort | Sevilla | 2022 |